# Saad Agouzoul
Saad Agouzoul (ur. 10 sierpnia 1997 w Marrakeszu) – marokański piłkarz występujący na pozycji obrońcy AJ Auxerre. Wychowanek Kawkab Marrakesz, w trakcie swojej kariery grał także w Royal Excel Mouscron oraz w Radomiaku Radom do którego był wypożyczony z AJ Auxerre . Młodzieżowy reprezentant Maroka.